# منظمة الأويسكو
المنظمة العالمية لحوار الأديان والحضارات في العالم (اويسكو) (بالإنجليزية: The International Organization for Interfaith Speech and Civilizations in the World IOISCW)‏ هي منظمة غير حكومية متخصصة تعمل ضمن إطار منظمات المجتمع المدني تأسست عام 2011، تعنى بميادين النشر والتوزيع ونشر ثقافة الحوار والتسامح بين مختلف الأديان والمذاهب وتتولى تنظيم مؤتمرات وندوات تقام كل عام في دولة معينة يختارها مجلس الأعضاء في المنظمة. وقد جاءت فكرة إنشاء المنظمة مند إعلان الجمعية العامة للأمم المتحدة في دورتها الثالثة والخمسون التي عقدت في العام 1998 بمقر الأمم المتحدة في نيويورك جعل عام 2001 سنة الحوار بين الحضارات، وحينها صوت على الموافقة غالبية الأعضاء في الجمعية بعد شهرين من الاقتراح وتقرر اعلان عام 2001 سنة الأمم المتحدة للحوار بين الحضارات وأعلنت الدول الأعضاء المشاركة حينها دعمها ومساندتها للمشاريع العلمية والثقافية.

## مقالات ذات صلة
- منظمة غير حكومية
- معهد بحوث إعلام الشرق الأوسط
- الجامعة الدولية لحقوق الإنسان
- مركز بحوث التنمية الدولية
- المنظمة العربية للترجمة
- المنظمة الإسلامية للتربية والعلوم والثقافة
- منظمة السلام الأخضر
- منظمة كتاب بلا حدود
- مؤسسة آل البيت للفكر الإسلامي
- مؤسسة الفكر العربي